# Bobsleeën op de Olympische Winterspelen
De sportdiscipline bobsleeën staat sinds 1924 op het programma van de Olympische Winterspelen.  Alleen in 1960 vond de organisatie een speciale baan voor bobsleeën te duur, vandaar dat de sport ontbrak op het olympisch programma. Het toernooi wordt georganiseerd door de Internationale Bobslee- en Skeletonfederatie (FIBT/IBSF) onder auspiciën van het IOC.

## Edities
| Spelen | Jaar | Gaststad / Gastland                                                           | Plaats                                                                        | Accommodatie                                                                  | Datum                                                                         | Landen                                                                        | Sporters                                                                      | Sporters                                                                      | Sporters                                                                      | Ond.                                                                          | Winnaar medaillespiegel                                                       |
| Spelen | Jaar | Gaststad / Gastland                                                           | Plaats                                                                        | Accommodatie                                                                  | Datum                                                                         | Landen                                                                        | Totaal                                                                        | M                                                                             | V                                                                             | Ond.                                                                          | Winnaar medaillespiegel                                                       |
| ------ | ---- | ----------------------------------------------------------------------------- | ----------------------------------------------------------------------------- | ----------------------------------------------------------------------------- | ----------------------------------------------------------------------------- | ----------------------------------------------------------------------------- | ----------------------------------------------------------------------------- | ----------------------------------------------------------------------------- | ----------------------------------------------------------------------------- | ----------------------------------------------------------------------------- | ----------------------------------------------------------------------------- |
| XXVI   | 2030 | Franse Alpen, Frankrijk                                                       | La Plagne                                                                     | Bobslee-, rodel- en skeletonbaan van La Plagne                                | 1–17 februari                                                                 |                                                                               |                                                                               |                                                                               |                                                                               |                                                                               |                                                                               |
| XXV    | 2026 | Milaan en Cortina d'Ampezzo, Italië                                           | Cortina d'Ampezzo                                                             | Pista olimpica Eugenio Monti                                                  | 6–22 februari                                                                 |                                                                               |                                                                               |                                                                               |                                                                               | 4                                                                             |                                                                               |
| XXIV   | 2022 | Peking, China                                                                 | Yanqing                                                                       | Yanqing Sliding Centre                                                        | 13–20 februari                                                                | 23                                                                            | 170                                                                           | 124                                                                           | 46                                                                            | 4                                                                             | Duitsland                                                                     |
| XXIII  | 2018 | Pyeongchang, Zuid-Korea                                                       | Pyeongchang                                                                   | Alpensia Sliding Centre                                                       | 17–25 februari                                                                | 22                                                                            | 164                                                                           | 124                                                                           | 40                                                                            | 3                                                                             | Duitsland                                                                     |
| XXII   | 2014 | Sotsji, Rusland                                                               | Krasnaja Poljana                                                              | Sliding Center Sanki                                                          | 20–27 februari                                                                | 23                                                                            | 172                                                                           | ?                                                                             | ?                                                                             | 3                                                                             | Letland                                                                       |
| XXI    | 2010 | Vancouver, Canada                                                             | Whistler                                                                      | Whistler Sliding Centre                                                       | 20–27 februari                                                                | 23                                                                            | 159                                                                           | 117                                                                           | 42                                                                            | 3                                                                             | Duitsland                                                                     |
| XX     | 2006 | Turijn, Italië                                                                | Cesana Torinese                                                               | Cesana Pariol                                                                 | 17–26 februari                                                                | 22                                                                            | 150                                                                           | 118                                                                           | 32                                                                            | 3                                                                             | Duitsland                                                                     |
| XIX    | 2002 | Salt Lake City, Verenigde Staten                                              | Park City                                                                     | Utah Olympic Park Track                                                       | 16–23 februari                                                                | 34                                                                            | 195                                                                           | 165                                                                           | 30                                                                            | 3                                                                             | Duitsland                                                                     |
| XVIII  | 1998 | Nagano, Japan                                                                 | Nagano                                                                        | Spiral                                                                        | 14–21 februari                                                                | 28                                                                            | 156                                                                           | 156                                                                           | –                                                                             | 2                                                                             | Duitsland                                                                     |
| XVII   | 1994 | Lillehammer, Noorwegen                                                        | Lillehammer                                                                   | Olympiske Bob- og Akebane                                                     | 19–27 februari                                                                | 30                                                                            | 155                                                                           | 155                                                                           | –                                                                             | 2                                                                             | Zwitserland                                                                   |
| XVI    | 1992 | Albertville, Frankrijk                                                        | La Plagne                                                                     | Bobslee-, rodel- en skeletonbaan van La Plagne                                | 15–22 februari                                                                | 25                                                                            | 159                                                                           | 159                                                                           | –                                                                             | 2                                                                             | Zwitserland                                                                   |
| XV     | 1988 | Calgary, Canada                                                               | Calgary                                                                       | Canada Olympic Park bobsleigh, luge, and skeleton track                       | 20–28 februari                                                                | 23                                                                            | 135                                                                           | 135                                                                           | –                                                                             | 2                                                                             | Sovjet-Unie                                                                   |
| XIV    | 1984 | Sarajevo, Joegoslavië                                                         | Sarajevo                                                                      | Sarajevo Olympic Bobsleigh and Luge Track                                     | 10–18 februari                                                                | 16                                                                            | 111                                                                           | 111                                                                           | –                                                                             | 2                                                                             | DDR                                                                           |
| XIII   | 1980 | Lake Placid, Verenigde Staten                                                 | Lake Placid                                                                   | Mt. Van Hoevenberg Olympic Bobsled Run                                        | 15–24 februari                                                                | 11                                                                            | 78                                                                            | 78                                                                            | –                                                                             | 2                                                                             | DDR                                                                           |
| XII    | 1976 | Innsbruck, Oostenrijk                                                         | Igls                                                                          | Olympia-Rodelbahn Igls                                                        | 6–14 februari                                                                 | 13                                                                            | 92                                                                            | 92                                                                            | –                                                                             | 2                                                                             | DDR                                                                           |
| XI     | 1972 | Sapporo, Japan                                                                | Sapporo                                                                       | Sapporo Teine                                                                 | 4–12 februari                                                                 | 11                                                                            | 79                                                                            | 79                                                                            | –                                                                             | 2                                                                             | Bondsrepubliek Duitsland                                                      |
| X      | 1968 | Grenoble, Frankrijk                                                           | Alpe d'Huez                                                                   | Bobbahn L’Alpe d’Huez                                                         | 8–17 februari                                                                 | 11                                                                            | 90                                                                            | 90                                                                            | –                                                                             | 2                                                                             | Italië                                                                        |
| IX     | 1964 | Innsbruck, Oostenrijk                                                         | Igls                                                                          | Olympia-Rodelbahn Igls                                                        | 31 januari – 7 februari                                                       | 11                                                                            | 81                                                                            | 81                                                                            | –                                                                             | 2                                                                             | Canada Groot-Brittannië                                                       |
| VIII   | 1960 | Squaw Valley, Verenigde Staten                                                | Geen bobsleeën op de Olympische Winterspelen                                  | Geen bobsleeën op de Olympische Winterspelen                                  | Geen bobsleeën op de Olympische Winterspelen                                  | Geen bobsleeën op de Olympische Winterspelen                                  | Geen bobsleeën op de Olympische Winterspelen                                  | Geen bobsleeën op de Olympische Winterspelen                                  | Geen bobsleeën op de Olympische Winterspelen                                  | Geen bobsleeën op de Olympische Winterspelen                                  | Geen bobsleeën op de Olympische Winterspelen                                  |
| VII    | 1956 | Cortina d'Ampezzo, Italië                                                     | Cortina d'Ampezzo                                                             | Pista olimpica Eugenio Monti                                                  | 27 januari – 4 februari                                                       | 14                                                                            | 101                                                                           | 101                                                                           | –                                                                             | 2                                                                             | Italië                                                                        |
| VI     | 1952 | Oslo, Noorwegen                                                               | Oslo                                                                          | Korketrekkeren                                                                | 14–22 februari                                                                | 10                                                                            | 70                                                                            | 70                                                                            | –                                                                             | 2                                                                             | Duitsland                                                                     |
| V      | 1948 | Sankt Moritz, Zwitserland                                                     | Sankt Moritz                                                                  | Olympia Bob Run St. Moritz - Celerina                                         | 30 januari – 7 februari                                                       | 9                                                                             | 71                                                                            | 71                                                                            | –                                                                             | 2                                                                             | Zwitserland                                                                   |
| -      | 1944 | Toegekend aan Cortina d'Ampezzo, maar afgelast vanwege de Tweede Wereldoorlog | Toegekend aan Cortina d'Ampezzo, maar afgelast vanwege de Tweede Wereldoorlog | Toegekend aan Cortina d'Ampezzo, maar afgelast vanwege de Tweede Wereldoorlog | Toegekend aan Cortina d'Ampezzo, maar afgelast vanwege de Tweede Wereldoorlog | Toegekend aan Cortina d'Ampezzo, maar afgelast vanwege de Tweede Wereldoorlog | Toegekend aan Cortina d'Ampezzo, maar afgelast vanwege de Tweede Wereldoorlog | Toegekend aan Cortina d'Ampezzo, maar afgelast vanwege de Tweede Wereldoorlog | Toegekend aan Cortina d'Ampezzo, maar afgelast vanwege de Tweede Wereldoorlog | Toegekend aan Cortina d'Ampezzo, maar afgelast vanwege de Tweede Wereldoorlog | Toegekend aan Cortina d'Ampezzo, maar afgelast vanwege de Tweede Wereldoorlog |
| -      | 1940 | Toegekend aan Sapporo, maar afgelast vanwege de Tweede Wereldoorlog           | Toegekend aan Sapporo, maar afgelast vanwege de Tweede Wereldoorlog           | Toegekend aan Sapporo, maar afgelast vanwege de Tweede Wereldoorlog           | Toegekend aan Sapporo, maar afgelast vanwege de Tweede Wereldoorlog           | Toegekend aan Sapporo, maar afgelast vanwege de Tweede Wereldoorlog           | Toegekend aan Sapporo, maar afgelast vanwege de Tweede Wereldoorlog           | Toegekend aan Sapporo, maar afgelast vanwege de Tweede Wereldoorlog           | Toegekend aan Sapporo, maar afgelast vanwege de Tweede Wereldoorlog           | Toegekend aan Sapporo, maar afgelast vanwege de Tweede Wereldoorlog           | Toegekend aan Sapporo, maar afgelast vanwege de Tweede Wereldoorlog           |
| IV     | 1936 | Garmisch-Partenkirchen, Duitsland                                             | Garmisch-Partenkirchen                                                        | Olympia-Bobbahn Rießersee                                                     | 11–15 februari                                                                | 13                                                                            | 95                                                                            | 95                                                                            | –                                                                             | 2                                                                             | Zwitserland                                                                   |
| III    | 1932 | Lake Placid, Verenigde Staten                                                 | Lake Placid                                                                   | Mt. Van Hoevenberg Olympic Bobsled Run                                        | 8–15 februari                                                                 | 8                                                                             | 41                                                                            | 41                                                                            | –                                                                             | 2                                                                             | Verenigde Staten                                                              |
| II     | 1928 | Sankt Moritz, Zwitserland                                                     | Sankt Moritz                                                                  | Olympia Bob Run St. Moritz - Celerina                                         | 18 februari                                                                   | 14                                                                            | 116                                                                           | 116                                                                           | –                                                                             | 1                                                                             | Verenigde Staten                                                              |
| I      | 1924 | Chamonix-Mont-Blanc, Frankrijk                                                | Chamonix-Mont-Blanc                                                           | Piste de bobsleigh des Pélerins                                               | 2–3 februari                                                                  | 5                                                                             | 39                                                                            | 39                                                                            | –                                                                             | 1                                                                             | Zwitserland                                                                   |

## Onderdelen
| Onderdeel | Onderdeel   | 24 | 28 | 32 | 36 | 48 | 52 | 56 | 60 | 64 | 68 | 72 | 76 | 80 | 84 | 88 | 92 | 94 | 98 | 02 | 06 | 10 | 14 | 18 | 22 | 26 | Totaal |
| --------- | ----------- | -- | -- | -- | -- | -- | -- | -- | -- | -- | -- | -- | -- | -- | -- | -- | -- | -- | -- | -- | -- | -- | -- | -- | -- | -- | ------ |
| Mannen    | 2-mansbob   |    |    | •  | •  | •  | •  | •  |    | •  | •  | •  | •  | •  | •  | •  | •  | •  | •  | •  | •  | •  | •  | •  | •  | •  | 22     |
| Mannen    | 4-mansbob * | •  | •  | •  | •  | •  | •  | •  |    | •  | •  | •  | •  | •  | •  | •  | •  | •  | •  | •  | •  | •  | •  | •  | •  | •  | 24     |
|           |             |    |    |    |    |    |    |    |    |    |    |    |    |    |    |    |    |    |    |    |    |    |    |    |    |    |        |
| Vrouwen   | Monobob     |    |    |    |    |    |    |    |    |    |    |    |    |    |    |    |    |    |    |    |    |    |    |    | •  | •  | 2      |
| Vrouwen   | 2-mansbob   |    |    |    |    |    |    |    |    |    |    |    |    |    |    |    |    |    |    | •  | •  | •  | •  | •  | •  | •  | 7      |
| Totaal    | Totaal      | 1  | 1  | 2  | 2  | 2  | 2  | 2  |    | 2  | 2  | 2  | 2  | 2  | 2  | 2  | 2  | 2  | 2  | 3  | 3  | 3  | 3  | 3  | 4  | 4  | 55     |

* 1924-1928: 4/5-mansbob

## Medaillewinnaars
Op de lijst van 'succesvolste olympiërs' staan vier bobbers die ten minste drie gouden medailles in het olympisch bobsleeën wonnen. 
| P | Olympiër              | Land | Jaren           | Goud | Zilver | Brons | T | Onderdeel            |
| - | --------------------- | ---- | --------------- | ---- | ------ | ----- | - | -------------------- |
| 1 | Kevin Kuske           | GER  | 2002-2010, 2018 | 4    | 2      | 0     | 6 | 2-bob (2), 4-bob (4) |
| 2 | André Lange           | GER  | 2002-2010       | 4    | 1      | 0     | 5 | 2-bob (2), 4-bob (3) |
| 3 | Bernhard Germeshausen | GDR  | 1976-1980       | 3    | 1      | 0     | 4 | 2-bob (2), 4-bob (2) |
| 4 | Meinhard Nehmer       | GDR  | 1976-1980       | 3    | 0      | 1     | 4 | 2-bob (2), 4-bob (2) |

Meervoudige medaillewinnaars
Medaillewinnaars met ten minste vier medailles in totaal.
| Olympiër                  | Land    | Jaren     | T | Goud | Zilver | Brons | Onderdeel            |
| ------------------------- | ------- | --------- | - | ---- | ------ | ----- | -------------------- |
| Bogdan Musiol             | GDR GER | 1980-1992 | 7 | 1    | 5      | 1     | 2-bob (3), 4-bob (4) |
| Wolfgang Hoppe            | GER     | 1984-1994 | 6 | 2    | 3      | 1     | 2-bob (2), 4-bob (4) |
| Eugenio Monti             | ITA     | 1956-1968 | 6 | 2    | 2      | 2     | 2-bob (3), 4-bob (3) |
| Fritz Feierabend          | SUI     | 1936-1952 | 5 | 0    | 3      | 2     | 2-bob (3), 4-bob (2) |
| Gustav Weder Donat Acklin | SUI     | 1992-1994 | 4 | 2    | 1      | 1     | 2-bob (2), 4-bob (2) |
| Markus Zimmermann         | GER     | 1992-2002 | 4 | 2    | 1      | 1     | 2-bob (3), 4-bob (1) |
| Christoph Langen          | GER     | 1992-2002 | 4 | 2    | 0      | 2     | 2-bob (3), 4-bob (1) |
| Erich Schärer Josef Benz  | SUI     | 1976-1980 | 4 | 1    | 2      | 1     | 2-bob (2), 4-bob (2) |
| Bernhard Lehmann          | GDR     | 1976-1988 | 4 | 1    | 2      | 1     | 2-bob (3), 4-bob (1) |

Meervoudige medaillewinnaars bij de vrouwen.
Bij de vrouwen werden er op de vijf gehouden edities door vier vrouwen ten minste tweemaal een medaille behaald. Elana Meyers deed dit in 2010 als remster en in 2014 en 2018 als stuurvrouw.
| Olympiër                | Land | Jaren     | T | Goud | Zilver | Brons | Onderdeel |
| ----------------------- | ---- | --------- | - | ---- | ------ | ----- | --------- |
| Kaillie Humphries       | CAN  | 2010-2018 | 3 | 2    | 1      | 0     | 2-bob (2) |
| Elana Meyers Taylor     | USA  | 2010-2018 | 3 | 0    | 1      | 2     | 2-bob (2) |
| Heather Moyse           | CAN  | 2010-2014 | 2 | 2    | 0      | 0     | 2-bob (2) |
| Sandra Kiriasis-Prokoff | GER  | 2002-2006 | 2 | 1    | 1      | 0     | 2-bob (2) |

## Medaillespiegel
Tot en met de Spelen van 2018.
| Plaats | Land                     | NOC    | Goud | Zilver | Brons | Totaal |
| ------ | ------------------------ | ------ | ---- | ------ | ----- | ------ |
| 1      | Duitsland                | GER    | 13   | 6      | 6     | 25     |
| 2      | Zwitserland              | SUI    | 9    | 11     | 11    | 31     |
| 3      | Verenigde Staten         | USA    | 7    | 8      | 10    | 25     |
| 4      | DDR                      | GDR    | 5    | 5      | 3     | 13     |
| 5      | Canada                   | CAN    | 5    | 2      | 2     | 9      |
| 6      | Italië                   | ITA    | 4    | 4      | 4     | 12     |
| 7      | Bondsrepubliek Duitsland | FRG    | 1    | 3      | 2     | 6      |
| 8      | Oostenrijk               | AUT    | 1    | 2      | 0     | 3      |
| 9      | Groot-Brittannië         | GBR    | 1    | 1      | 2     | 4      |
| 10     | Sovjet-Unie              | URS    | 1    | 0      | 2     | 3      |
| 11     | België                   | BEL    | 0    | 1      | 1     | 2      |
| 11     | Letland                  | LAT    | 0    | 1      | 1     | 2      |
| 11     | Rusland                  | RUS    | 0    | 1      | 1     | 2      |
| 14     | Zuid-Korea               | KOR    | 0    | 1      | 0     | 1      |
| 15     | Frankrijk                | FRA    | 0    | 0      | 1     | 1      |
| 15     | Roemenië                 | ROU    | 0    | 0      | 1     | 1      |
| Totaal | Totaal                   | Totaal | 47   | 46     | 47    | 140    |

In 1998 werd er op de 2-mansbob (m) tweemaal goud uitgereikt en geen zilver en op de 4-mansbob werd tweemaal brons uitgereikt. 
In 2014 werden de gouden medailles op de 2-mansbob (m) en 4-mansbob vacant gezet wegens doping gebruik van de Russische bobsleeërs.
In 2018 werd er op de 2-mansbob (m) tweemaal goud uitgereikt en geen zilver en op de 4-mansbob tweemaal zilver uitgereikt en geen brons. 
Chamonix 1924 · St. Moritz 1928 · Lake Placid 1932 · Garmisch-Partenkirchen 1936 · St. Moritz 1948 · Oslo 1952 · Cortina d'Ampezzo 1956 · Innsbruck 1964 · Grenoble 1968 · Sapporo 1972 · Innsbruck 1976 · Lake Placid 1980 · Sarajevo 1984 · Calgary 1988 · Albertville 1992 · Lillehammer 1994 · Nagano 1998 · Salt Lake City 2002 · Turijn 2006 · Vancouver 2010 · Sotsji 2014 · Pyeongchang 2018 · Peking 2022 
Lijst van olympische medaillewinnaars
Olympische Zomerspelen
Olympische Winterspelen
Gerelateerd
Olympische Jeugdspelen · Paralympische Spelen · Deaflympische Spelen · Special Olympic World Games
IOC · COA · BOIC · NOC*NSF · NAOC · SOC